# Данута Шеджикувна
Дану̀та Хелѐна Шеджику̀вна, с псевдоним „Инка“ (на полски: Danuta Helena Siedzikówna) е полска санитарка от Пета вилнюска бригада, в състава на Армия Крайова (АК). Участничка в антикомунистическото съпротивително движение в Полша. Ненавършила пълнолетие, е осъдена и екзекутирана от комунистическите власти.
Реабилитирана е след демократичните промени и през 2006 година посмъртно е удостоена с Орден на възродена Полша. Посмъртно е издигната във военен чин подпоручик от Полската армия. През 2016 година е препогребана с най-високи държавни, военни и църковни почести.

## Биография

### Ранни години
Данута Шеджикувна е родена на 3 септември 1928 г. в село Гушчевина, община Машево, Подляше, като втора дъщеря в семейството на Евгения (с моминско име Тиминска) и Вацлав Шеджик. Кръстена е на 13 септември същата година от отец Томаш Калински. Нейни кръстници стават Стефан Обухович и баба ѝ Хелена Тиминска. Има две сестри – Веслава (р. 1927) и Ирена (р. 1931).
Баща ѝ учи лесовъдство в Политехниката на Санкт Петербург. Заради участие в тайна полска младежка организация, през 1913 г. е арестуван от царската Охранка и заточен в Сибир. Връща се в Полша в началото 20-те години. Родът на майка и е част от шляхтата. Двамата са бракосъчетани на 2 юли 1926 г. от отец Маврици Мазурек в църквата на Францисканския орден в град Гродно. Малко след раждането на Данута семейството се установява в село Олхувка, североизточно от машевския общински център Наревка, където Вацлав работи като лесничей.
Данута получава начално образование в четирикласното училище в Олхувка, след което в 1939 г. е приета за обучение в училището на сестрите салезианки в село Ружанисток. Началото на войната не ѝ дава възможност да започне обучението си в новото училище.

### В годините на Втората световна война
В резултат на комбинираната немско-съветска агресия от септември 1939 г. територията на Полша е окупирана и разделена. Родният край на семейство Шеджик попада в съветската част. Вацлав Шеджик е арестуван на 10 февруари 1940 г., след което е изпратен на каторжен труд в златни мини край Новосибирск. През 1941 г. е освободен и се записва в сформиращата се на съветска територия полска армия, ръководена от ген. Владислав Андерс. Впоследствие „Армията на Андерс“ и много цивилни поляци са евакуирани в Персия. Бащата на Данута попада в Техеран, където се разболява и умира на 6 юни 1943 г. Погребан е на полското гробище в персийската столица.
През април 1940 г. Евгения Шеджик, трите ѝ дъщери и свекърва ѝ Анеля се местят да живеят в Наревка. На следващата година Третият райх провежда т.нар. Операция „Барбароса“ срещу СССР. В Наревка идват немците. Майката на Данута влиза в редиците на АК. Издадена е от сътрудници на Райха от беларуския комитет в Наревка. През ноември 1942 г. е арестувана и подложена на изтезания. Септември 1943 г. е разстреляна от Гестапо и тялото ѝ е закопано на неизвестно място в гора край Бялисток. Опекунството над Данута е поето от баба ѝ Анеля.
През декември 1943 г. Данута и голямата ѝ сестра Веслава полагат клетва към АК. Минават курс за санитарки, след което работят в конспиративна клетка на АК, ръководена от Станислав Влончей-„Конус“. На следващата година Червената армия изтласква немците от региона. През октомври 1944 г. Данута започва работа в администрацията на горското стопанство в Наревка.
Със съветска подкрепа Полската работническа партия (ПРП) започва да изземва властта на всички нива. Неприемащите новото статукво са подложени на преследване. В тази ситуация няколко десетки хиляди войници от АК остават в нелегалност. Те стават известни с името „Прокълнати войници“ (на полски: Żołnierze wyklęci). Под ръководството на майор Зигмунт Шенджеляж-„Лупашко“ е възстановена Пета вилнюска бригада от АК.

### Участие в антикомунистическото съпротивително движение
През юни 1945 г. всички служители от горското стопанство в Наревка са арестувани от НКВД и полските органи за държавна сигурност (на полски: Urząd Bezpieczeństwa; UB) по подозрение за съпричастност към АК. Данута и колегите ѝ са изпратени с конвой към Бялисток. В района на град Хайнувка конвоят е нападнат от отряд, ръководен от „Конус“. След освобождението си Данута се присъединява към Пета вилнюска бригада. В нелегалност приема псевдонима „Инка“. Работи като санитарка в отряда на „Конус“, за кратко неин командир е поручик Лех Бейнар-„Новина“ (бъдещият историк и публицист Павел Яшеница), впоследствие влиза във взвода на Зджислав Бадоха-„Желязни“, в състава на Четвърти ескадрон, командван от Мариан Плючински-„Мшчислав“.
През септември 1945 г. „Лупашко“ нарежда бригадата да се разформирова за зимата. Данута се връща към легалния живот, но решава да не разкрива принадлежността си към АК пред властите, въпреки провъзгласената амнистия от управляващото в този момент „Временно правителство на националното единство“. Започва да учи в гимназията на село Нерошно, община Домброва Бялостоцка. Страхът, че може да бъде разкрита от UB, я кара да се свърже със своя кръстник Стефан Обухович, който през януари 1946 г. я урежда на работа в горското стопанство в град Миломлин, близо до Острода. Пред властите представя фалшив документ за самоличност на името на Данута Обухович. В края на февруари се свързва с бойни другари, които в този момент прегрупират силите си в Олщинското войводство. В началото на март се присъединява към ескадрона на „Желязни“, действащ в новосформираното Гданско войводство.
Стратегическото положение на гданското крайбрежие е оценено от дейците на АК. През октомври 1945 г. в региона е пренесен щаба на Вилнюския окръг на АК. Тук пристига и „Лупашко“, който поема ръководството на сформиращите се военни ескадрони. Всеки от тези отряди има около двадесет войника. Техни ръководители са „Желязни“, Хенрик Величко-„Люфа“, Олгерд Христа-„Лешек“, Леон Смоленски-„Зевс“. Разузнаването и пропагандата са поверени на Феликс Селманович-„Загончик“. Атаките им са насочени срещу НКВД, UB, членове на ПРП и отделни доносници.
„Инка“ е натоварена с медицинската служба в ескадрона, също така е ползвана за свръзка и за разузнаване. Участва в акцията на гарата в село Тлен, Швечки окръг от 4 май 1946 г. На 19 май ескадронът успява да разоръжи седем поста на милицията и един на UB. На 23 май край село Подязи, Картузийски окръг ескадронът влиза в сражение с отряд на милицията. Един милиционер и един служител на UB са убити, други трима милиционери са ранени. Един от ранените по-късно ще твърди, че е прострелян от „Инка“. В престрелка от 10 юни край село Тулице, Щумски окръг „Желязни“ е ранен. Разстреляни са двама служители на UB. На 24 юни отрядът на Данута прави засада на гарата в село Бонк, Кошчежински окръг. От влака са свалени и разстреляни няколко представители на съветската окупационна власт. При тази акция „Инка“ охранява стаята с телеграфа.
На 13 юли заместникът на „Желязни“, „Лешек“ изпраща „Инка“ да вземе медицински консумативи и да получи информация за съдбата на „Желязни“. Тя тръгва за Малборк.
| „ | Представих се в Малборк, където срещнах сина на Тарашевич. Той ми каза, че са арестували майка му, а Желязни вероятно е загинал при Щум. От Малборк отидох в Олщин, за да потвърдя новината за „Желязни“. Там обаче не открих „Сторки“, понеже беше арестуван. Неговата жена не знаеше нищо по моя въпрос. И така пристигнах във Вжешч. | “ |

След като пристига в гданския квартал Вжешч, „Инка“ отсяда в конспиративна квартира на улица Врублевска №7, собственост на сестрите Миколаевски.

### Арест, присъди и екзекуция
Квартирата във Вжешч е наблюдавана от служители на UB. В ранната сутрин на 20 юли те нахълтват в нея и арестуват „Инка“. Закарана е в следствения арест на улица Куркова. Следствието е поверено на прокурора капитан Адолф Бруницки. Първоначално „Инка“ е записана с фалшивото име Ина Залевска, но от 31 юли в следствените документи вече фигурира със собственото си име.
С цел да получат информация за отрядите на „Лупашко“, следователите от UB подлагат на унижения и мъчения седемнадесетгодишната „Инка“. Действията им остават безрезултатни. На 31 юли следователят Анджей Ставицки изготвя обвинителния акт, в който се иска смъртно наказание. „Инка“ е обвинена в нападение с огнестрелно оръжие срещу милиционера Льонгин Ратайчак в сражението при Подязи, насърчаване за убийство на служители на UB след сражението при Тулице и притежание на незаконно оръжие.
Режисираният съдебен процес срещу „Инка“ се води във Военния районен съд в Гданск и е контролиран от UB в лицето на капитан Кажимеж Владислав Нижьо-Нарски. На 3 август е единственото му заседание, което продължава три часа. Съдебният състав е председателстван от майор Адам Гаевски. Обвинител е Вацлав Кшижановски, а служебен защитник Ян Хмелевски. „Инка“ отхвърля първите две обвинения, но признава, че членува в отрядите на „Лупашко“ и в продължение на няколко седмици е носила незаконно оръжие. Адвокатът организира защитата, твърдейки че клиентката му влиза в отрядите под влияние на годеника си Хенрик Войчински-„Мерцедес“ и не е участвала в сражения. „Инка“ признава, че реално е участвала единствено в акцията при Бонк. Почти всички свидетели подкрепят с показанията си тезата на обвинението. В 18:30 часа съдът постановява две смъртни присъди и една присъда от петнадесет години затвор за притежание на незаконно оръжие.
Адвокатът на „Инка“ пише писмо с молба за помилване до президента Болеслав Берут. То не е подписано от осъдената. Молбата е отхвърлена на 19 август. В тайно съобщение до сестра си Ирина и вуйчо си Брунон Тимински, живеещи в Гданск, „Инка“ пише:
| „ | Тъжно ми е, че трябва да умра. Кажете на баба, че се държах както трябва. | “ |

На 28 август, шест дни преди да навърши пълнолетие, Данута Шеджикувна е разстреляна в мазето на следствения арест. Присъщващият свещеник Мариан Прусак свидетелства, че заедно с нея е разстрелян и Феликс Селманович-„Загончик“. Последните думи на „Инка“ са: Да живее Полша! Да живее „Лупашко“! Екзекуцията е извършена в 6:15 часа от наказателен взвод войници с автомати от Корпуса за вътрешна сигурност (на полски: Korpus Bezpieczeństwa Wewnętrznego), командвани от подпоручик Франчишек Савицки, в присъствието на прокурора майор Виктор Сухоцки, лекаря капитан Мечислав Рулковски и няколко служители на UB. Произведеният от няколко крачки залп се оказва неуспешен, което налага командващият офицер да довърши екзекуцията с пистолета си. Телата на „Инка“ и „Загончик“ са закопани тайно.

## Реабилитиране
На 10 юни 1991 г. Четвърти наказателен състав на Войводския съд в Гданск се произнася, че присъдите произнесени срещу „Инка“ са несъстоятелни, защото всъщност тя се е борила за „самостоятелно съществуване“ на полската държава.

### Откриване и идентифициране на останките
През 1998 г. в Полша е създаден Институт за национална памет (на полски: Instytut Pamięci Narodowej; ИНП). Една от задачите му е да издирва местата, където тайно са погребвани участници в борбата за независимост и жертви на нацисткия и комунистическия терор в периода 1917 – 1990 г.
През 2014 г. в Гданск стартира проектът на ИНП: „Търсене незнайните гробове на жертвите от комунистическия терор 1944 – 1956“. Благодарение на намерен документ от Валдемар Ковалски, бивш заместник-директор на следствения арест на улица Куркова (1996 – 2010), ръководените от проф. Кшищоф Швагжик археолозите на ИНП фокусират работата си върху определена територия от Гарнизонното гробище в града. На 12 септември, под тротоар на парцел 137 са открити пет човешки скелета. Те са погребани в плитки гробове (ок. 0,5 м), с отворени ковчези и без лични вещи. Един от скелетите е на млада жена с дупка от куршум в черепа и един млечен зъб. Учените излизат със становището, че най-вероятно това са останките на „Инка“. По запазен стоматологичен картон са разпознати и останките на „Загончик“.
На 1 март 2015 г. – денят, в който се честват „Прокълнатите войници“, на специална церемония в президентския дворец, с участието на президента Бронислав Коморовски, ИНП съобщава, че генетични изследвания, извършени в Поморския медицински университет в Шчечин окончателно са потвърдили идентифицирането на „Инка“. Официалната нота е приета от Ханна и Мачей Павелек от Елк, братовчедка и зет на „Инка“.

### Държавно погребение
На 28 август 2016 г., седемдесет години след екзекуцията им, Данута Шеджикувна и Феликс Селманович са погребани в Гданск с най-високи държавни, военни и църковни почести. Присъстват президентите Анджей Дуда и Лех Валенса, премиерът Беата Шидло, маршалът на Сейма Марек Кухчински, маршалът на Сената Станислав Карчевски, министърът на националната отбрана Антони Мачеревич, ветерани от АК, председателят на ИНП Ярослав Шарек, проф. Кшищоф Швагжик, представители на профсъюза „Солидарност“ и др. Литургията е ръководена от архиепископ Славой Лешек Глудж, митрополит на Гданската архиепархия.
Организираната от ИНП церемония започва на 27 август. Следобед покритите с националното знаме ковчези на „Инка и „Загончик“ са въведени от арх. Славой Лешек Глудж в Кралския параклис при Мариацката базилика за поклонение. Поставен им е почетен караул от войници на Полските военноморски сили (на полски: Marynarka Wojenna). Проведената литургия е ръководена от енорийския свещеник Иренеуш Брадке. Поклонението продължава до 11:00 часа на следващия ден, като параклисът е посетен от хиляди жители на града и гости от цяла Полша.
В деня на погребението, ковчезите на „Инка“ и „Загончик“ са въведени в Мариацката катедрала, където в 13:00 часа започва литургия, ръководена от гданския митрополит. След нейния край се съобщава, че „Инка“ е издигната посмъртно във военно звание подпоручик, а „Загончик“ във военно звание подполковник. Следва реч на президента Анджей Дуда.
Към 14:30 часа от катедралата, по улиците на града, тръгва многохилядно траурно шествие, което достига Гарнизонното гробище. На проведената там погребална церемония реч държи премиерът Беата Шидло. Директорът на бялистокския отдел на ИНП Барбара Боярин-Казберук и войводата на Подляското войводство Бохдан Пашковски изпращат пръст от намиращия се в Наревка гроб на баба Анеля. След погребението националните знамена, покривали ковчезите, са предадени от президента на роднините.

## Признание

### Награди
- Командорски кръст на Ордена на възродена Полша – за изключителни заслуги за независимостта на Полша. (връчен посмъртно на 11 ноември 2006 г. от президента Лех Качински.)[29]

### Увековечаване

#### Паметници
- Паметник в село Наревка, Подляско войводство.[30]
- Паметник в град Сопот, Поморско войводство. Открит на 12 февруари 2002 г.[31]
- Бюст-паметник в град Краков, Малополско войводство. Открит на 16 септември 2012 г. Разположен е в парк „Хенрик Йордан“.[32]
- Паметник в град Крешице, Любушко войводство. Открит на 28 юни 2015 г.[33]
- Бюст-паметник в град Гданск, Поморско войводство. Открит на 30 август 2015 г.[34]
- Бюст-паметник в град Варшава, Мазовско войводство. Открит на 3 октомври 2015 г.[35]
- Бюст-паметник в град Миломлин, Варминско-Мазурско войводство. Открит е на 27 август 2016 г. Средствата за изграждането му са събрани чрез дарения.[36]

#### Патронаж
- Гимназия №2 „Данута Шеджикувна-Инка“ в град Остроленка, Мазовско войводство.[37]

- Техникум №3 „Данута Шеджикувна-Инка“ в град Келце, Швентокшиско войводство. Патрон на училището от 22 септември 2015 г.[38]
- Техникум №1 „Данута Шеджикувна-Инка“ в град Сопот, Поморско войводство.[39]
- Начално училище „Данута Шеджикувна-Инка“ в град Полянов, Западнопоморско войводство.[40]
- Начално училище „Данута Шеджикувна-Инка“ в село Подязи, Поморско войводство.[41]
- Начално училище и гимназия „Данута Шеджикувна-Инка“ в град Чарне, Поморско войводство. Патрон на училищата от 17 юни 2016 г.[42]
- Първи общообразователен лицей „Данута Шеджикувна-Инка“ в град Вроцлав, Долносилезко войводство. Патрон на училището от 3 септември 2016 г.[43]
- Гимназия №1 „Данута Шеджикувна-Инка“ в град Елк, Варминско-Мазурско войводство.[44]
- Начално училище „Данута Шеджикувна-Инка“ в село Вишлина, Поморско войводство.[45]

#### Паркове и площади
- Парк „Санитарюшка Инка“ в град Сопот, Поморско войводство.[46]
- Парк „Данута Шеджикувна-Инка“ в град Картузи, Поморско войводство.[47]
- Площад „Данута Шеджикувна-Инка“ в град Малборк, Поморско войводство.[48]
- Площад „Данута Шеджикувна-Инка“ в град Ченстохова, Силезко войводство.[49]
- Площад „Данута Шеджикувна-Инка“ в град Лешно, Великополско войводство.[50]
- Площад „Данута Шеджикувна-Инка“ в град Жешов, Подкарпатско войводство.[51]

#### Други
- Мост „Подпоручик Данута Шеджикувна-Инка“ в град Белск Подляски, Подляско войводство.[52]
- Награда „Данута Шеджикувна-Инка“ – учредена от фондация „Армия Крайова“ в Лондон.[53]

### Масова култура

#### Театър и кино
- „Na etapie“– спектакъл на театър „Nie Teraz“, режисьор Томаш Антони Жак.[54]
- „Inka“ – спектакъл на театър „Arka“ от 2016 г., режисьор Рената Яшинска.[55]
- „Inka 1946“ – телевизионен филм от 2006 г., режисьор: Наталия Коринцка-Груз, в главната роля: Каролина Коминек-Скуратович.[56]
- „Inka. Zachowałam się jak trzeba“ – документален филм от 2015 г., режисьор: Аркадюш Голембевски.[57]
- „Inka. Są sprawy ważniejsze niż śmierć“ – документален филм от 2017 г., режисьор: Яцек Франковски.[58]

#### Музика
- Evtis-„Zachowałaś Się Jak Trzeba“  в
- Tadek & Symfonicznie Filharmonia Krakowska – „Inka“ в
- Kasia Malejonek & Maleo Reggae Rockers – „Jedna Chwila“ в
- Lilu & Maleo Reggae Rockers – „Walczyk“ в